# Jeanne You
Jeanne You, anche You Ji-yeoun, (Yeosu, 23 agosto 1978), è una pianista sudcoreana di musica classica.

## Biografia

### Formazione e carriera
Jeanne You iniziò a studiare il pianoforte all'età di cinque anni. Dopo aver frequentato la Yewon Art School di Seoul è divenne studentessa di Laszlo Simon presso l'Universität der Künste Berlin e continuò i suoi studi con Klaus Bäßler e Georg Sava presso l'Hochschule für Musik Hanns Eisler. Nel 2005 si laureò con il titolo di "Konzertexamen". Ha frequentato corsi di perfezionamento con Daniel Barenboim, Dietrich Fischer-Dieskau, Klaus Hellwig, Hans Leygraf, Menahem Pressler ed Ėliso Virsaladze. Dal 2006 insegna pianoforte all'Hochschule für Musik "Carl Maria von Weber" di Dresda e dal 2009 all'Universität der Künste Berlin.

### Carriera di interprete
Jeanne You ha suonato molto in Germania, Regno Unito e Corea. Nel 2007 è apparsa alla Salle Gaveau di Parigi, nel 2006 al Musica Nova Festival di Glasgow e nel 2005 al Bolzano Piano Festival. Nell'estate del 2007 ha interpretato Fantasies and Dances del virtuoso del XIX secolo Charles Voss nella sua città natale a Schmarsow, Meclemburgo-Pomerania Anteriore.

## Premi
- 1995: 2º Premio, Concorso Internazionale Chopin Göttingen
- 1997: 4º Premio, Concorso Internazionale Piano Konzerteum
- 2000: 3º Premio, 51º Concorso internazionale di musica Viotti di Vercelli
- 2001: 3º Premio, 8º Concorso Internazionale Johannes Brahms
- 2004: 1º Premio, 2º Concorso per Pianoforte di Berlino
- 2004: 1º Premio, International Young Musicians Platform Bromsgrove